# Gynoplistia neboissi
Gynoplistia neboissi är en tvåvingeart som beskrevs av Günther Theischinger 1993. Gynoplistia neboissi ingår i släktet Gynoplistia och familjen småharkrankar. Inga underarter finns listade i Catalogue of Life.